# Elliott Abrams
Elliott Abrams, né le 24 janvier 1948 à New York, est un avocat et diplomate américain. Il a occupé diverses fonctions dans le domaine de la politique étrangère pour trois présidents des États-Unis républicains, Ronald Reagan, George W. Bush et Donald Trump. Abrams est l'un des membres du think tank néoconservateur Project for the New American Century et un administrateur de la National Endowment for Democracy.

## Biographie

### Administration Reagan
Secrétaire d'État adjoint aux droits humains sous l'administration Reagan, il donne son soutien, en mars 1982, au coup d’État du général guatémaltèque Efraín Ríos Montt, qu'il félicite pour avoir « apporté des progrès considérables sur la question des droits fondamentaux ». Alors que des rapports font état de massacres perpétrés par l'armée guatémaltèque contre des populations indigènes, il intervient pour inciter le Congrès à autoriser l'extension de l'aide militaire américaine à l'armée guatémaltèque et dénonce le travail des organisations humanitaires. Il intervient également auprès de la rédaction de certains grands journaux américains auxquels il demande d'occulter les exactions commises et mène des actions en justice contre des personnes réclamant l'ouverture d'une enquête. Le général Ríos Montt sera ultérieurement (en 2013) reconnu coupable de génocide.
Il s'emploie également à soutenir le régime militaire du Salvador. Lorsque certains journaux révèlent que les troupes de celui-ci, formées et équipées par les États-Unis, ont massacré des milliers de civils dans la région d’El Mozote, il déclare devant une commission du Sénat que les articles ne sont « pas crédibles » et que, « visiblement », il s’agissait d’un « événement instrumentalisé » par les guérillas. En 1993, la Commission pour la vérité des Nations unies conclut que cinq mille civils ont été « délibérément et systématiquement » assassinés à El Mozote.
Il soutient par ailleurs le dirigeant panaméen Manuel Noriega en raison de sa collaboration avec les États-Unis dans la lutte contre les gouvernements et guérillas de gauche de la région caribéenne. Lors de l'affaire de l'Irangate, il est condamné pour dissimulation d'informations au Congrès. Il était intervenu directement dans les médias afin d'assurer que la CIA ne livrait pas d'armes au groupe paramilitaire nicaraguayen des Contras et avait également participé à une levée de fonds au sultanat de Brunei en faveur des paramilitaires.
Mis en cause dans l'affaire Iran-Contra, qui avait notamment vu des membres de l'administration Reagan favoriser l'importation de drogue aux États-Unis pour financer les Contras, il est condamné à deux ans de prison mais est gracié par George H. W. Bush.

### Administration Bush fils
En 1995, Elliott Abrams souligna le déclin du pouvoir politique des Juifs américains et la nécessité pour eux de s'allier avec les évangéliques et le sionisme chrétien,.
Pendant la première présidence de George W. Bush, il a occupé le poste d'assistant spécial du président et directeur senior du Conseil de sécurité nationale pour les affaires du Proche-Orient et d'Afrique du Nord. Il parvient en particulier, à la suite des élections palestiniennes de 2006, à empêcher la constitution d'un gouvernement palestinien de coalition entre le Fatah et le Hamas, contribuant ainsi à obliger le gouvernement élu (issu du Hamas) à s’exiler dans le bande de Gaza. Il prend aussi part à la planification de la guerre en Irak. En 2002, il aurait, selon une enquête du quotidien britannique The Guardian, encouragé le coup d’État contre le président vénézuélien Hugo Chavez.
Au début de la seconde présidence de Bush, Abrams a été promu au poste de conseiller pour la sécurité nationale sur les stratégies de démocratie globale, responsable de la progression de la stratégie pour faire « Avancer la démocratie à l'étranger ».
Il est accusé par le journaliste Seymour Hersh de participer avec Dick Cheney et le prince saoudien Bandar Ben Sultan au financement et à l'organisation d'opérations clandestines menées en Iran, au Liban et en Syrie visant à déstabiliser ces pays et à affaiblir le Hezbollah.

### Administration Trump
Il critique Donald Trump lors des primaires du Parti républicain de 2016. Pour cette raison, celui-ci refuse, dans un premier temps, de le nommer au sein de son administration.
Le 25 janvier 2019, le secrétaire d'État américain Mike Pompeo annonce la nomination d'Elliott Abrams au poste d'envoyé spécial au Venezuela, avec pour tâche de contribuer au renversement du président Nicolas Maduro. 
Il est également nommé le 6 août 2020 au poste de représentant spécial américain pour l'Iran, tout en gardant les mêmes prérogatives pour le Venezuela. Sa nomination intervient alors que Washington pratique un lobbying intense auprès des Nations unies pour étendre l'embargo sur les armes à l'Iran. Téhéran a réagi avec indifférence à l'annonce de cette nomination, estimant que les émissaires américains étaient tous semblables[réf. nécessaire]. 